# Gómez I de Luna
Gómez I de Luna (? - 1133 o 1134) va ser un cavaller aragonès del llinatge del Luna.

## Orígens familiars
Desconeguts.

## Matrimoni i descendents
Desconeguts.

## Biografia
Lluità a la batalla d'Alcoraz (1096) i morí al Setge de Fraga (1133-1134).